# Cittanova
Cittanova est une commune de la province de Reggio de Calabre, dans la région Calabre, en Italie.

## Histoire
La ville a été presque entièrement détruite lors du tremblement de terre de 1783.

## Administration
| Période                                  | Période        | Identité            | Étiquette     | Qualité |
| ---------------------------------------- | -------------- | ------------------- | ------------- | ------- |
| 28 mai 2002                              | 29 mai 2007    | Francesco Morano    | Centre gauche |         |
| 29 mai 2007                              | 1er sept. 2008 | Alessandro Cannatà  | Liste civique |         |
| 8 juin 2009                              | 27 mai 2014    | Alessandro Cannatà  | Liste civique |         |
| 27 mai 2014                              | 28 mai 2019    | Francesco Cosentino | Liste civique |         |
| 28 mai 2019                              | 11 juin 2024   | Francesco Cosentino | Liste civique |         |
| 11 juin 2024                             | En cours       | Domenico Antico     | Liste civique |         |
| Les données manquantes sont à compléter. |                |                     |               |         |

### Communes limitrophes
Antonimina, Canolo, Ciminà, Gerace, Melicucco, Molochio, Polistena, Rizziconi, Rosarno, San Giorgio Morgeto, Taurianova.

### Jumelages
- Ivangorod (Russie) ;
- Caltanissetta (Italie).

## Personnalités liées à la ville
- Francesco Biangardi, sculpteur ;
- Alberto Cavaliere, chimiste, journaliste, écrivain et homme politique ;
- Alik Cavaliere, sculpteur ;
- Domenico Tarsitani, médecin et obstétricien.